# Nino Ananiasjvili
Nino Ananiashvili, (georgiska ნინო ანანიაშვილი), född 28 mars 1963 i Tbilisi, Georgien, är en georgisk prima ballerina.
Nino Ananiasjvili påbörjade sin balettskolning 1969. Hon avlade examen 1981 och anslöt sig till Bolsjojbaletten. Året därpå utnämndes hon till prima ballerina och dansade i klassiska balettnummer som Giselle, Törnrosa och La Bayadère.
Under sin karriär har Ananiasjvili uppträtt runt om i världen. Hon har dansat i bland annat Danmark, England, Italien, Japan, Ryssland, Sverige, Tyskland och USA.
Ananiasjvili är gift med Georgiens tidigare utrikesminister, Grigol Vasjadze.